# Професионална гимназия по дървообработване и горско стопанство „Георги Сава Раковски“, Кюстендил
Професионална гимназия по дървообработване и горско стопанство „Георги Сава Раковски“ e средно училище в гр.Кюстендил, основано през 1907 година. Училището е с държавно финансиране. Намира се на ул. „Аверки“ № 2.

## История
Началото на гимназията е поставено на 15.ХI.1907 г., когато по инициатива на Софийската търговско индустриална камара, Кюстендилската окръжна постоянна комисия открива в Босилеград „Учебна дърводелска работилница" с тригодишен курс на обучение. Директор е Владимир Стоицов. При откриването си в Босилеград училищетощето е настанено в частна сграда с 3 стаи.
На 1 септември 1911 г. Учебната работилница се премества в Кюстендил под название „Практическо дърводелско училище". През 1918 – 22 г. е „Специално практическо столарско училище" с четиригодишен курс, а от 1925 г. – „Средно специално столарско училище" с петгодишен курс на обучение. В Кюстендил първоначално училището се помещава в казармата, а през 1914 г. – в сградата на старата болница в западната част на сегашния двор на техникума, успоредно на Колушка река. През 1923 – 24 г. се изгражда сградата на техникума, а през 1962 се прави надстройка. Училището се настанява в новата сграда през 1925 г.
От 1930 до 1944 г. училището се трансформира в Практическо промишлено с четиригодишен курс. През 1936 г. училищният съвет определя за патрон и наименува училището „Княз Кирил Преславски", а от 1945 г. – „Георги Сава Раковски". Рождената дата на видния възрожденец е определена за празник на училището. От 1945 г. е средно учебно заведение с различни наименования: Държавно средно техническо училище по дървообработване и вътрешна архитектура (1945 – 49), Народна техническа гимназия по дървообработване и вътрешна архитектура (1950 – 52), Техникум по дървообработване и вътрешна архитектура (1952 – 2003). От 07.04.2003 г. е Професионална гимназия по дървообработване и горско стопанство.
През 1959 г. ТДВА „Георги Сава Раковски" е удостоен с орден „Кирил и Методий“ – I степен, по случай 50 години от основаването му.

## Материална база
Училището притежава собствена учебна сграда, в която разполага с 11 класни стаи, 2 компютърни кабинета, 1 кабинет по техническо чертане, 10 работилници за обучение по практика; спортни площадки за волейбол, баскетбол и футбол; физкултурен салон; библиотека.